# مزهر عبد الله رويد
مزهر عبد الله كاظم رويد فندي المشايخي الموسوي (وُلد سنة 1952) كان مسؤولاً سابقاً في حزب البعث العربي الاشتراكي (قُطر العراق) في مدينة الدجيل بمحافظة صلاح الدين، وهو ابن عبد الله كاظم رويد. حوكم سنة 2005 أمام المحكمة الجنائية العراقية العليا، واُتُّهِمَ بكتابة تقارير؛ أدت إلى إعدام عدد من المسلمين الشيعة. وفي سنة 2006 حكم عليه بالسَّجن مدة 15 سنة.